# Gåsfjärden
Gåsfjärden är en sjöstjärneformad fjärd som ligger i skarven mellan Tjust och Misterhults skärgård i norra Småland. Endast två av "sjöstjärnans" armar har kontakt med Östersjön, varför vattnet har låg salthalt.
Gåsfärden har fått sitt namn av holmen Gåshälla som ligger mitt i fjärden. Gåshälla är känd från Selma Lagerlöfs bok Nils Holgerssons underbara resa genom Sverige, där gåsen Akka med Nils på ryggen rastade på sin väg norröver. Sommaren 2004 spelades tv-dokusåpan Farmen Skärgården in på ön Saltholmen.
Genom Gåsfjärden går farleden in till Blankaholms samhälle med en mindre gästhamn och marina. Farled och fjärd är lätt navigerade med få grund till skillnad från skärgården utanför.
Den inre delen av Gåsfjärden kallas Björnhuvudsfjärden.